# Saint-Gibrien
Saint-Gibrien ist eine französische Gemeinde mit 548 Einwohnern (Stand: 1. Januar 2022) im Département Marne in der Region Grand Est. Fagnières gehört zum Arrondissement Châlons-en-Champagne und zum Kanton Châlons-en-Champagne-2.

## Geographie
Saint-Gibrien liegt im Nordosten Frankreichs in der Landschaft Champagne und etwa drei Kilometer südsüdwestlich des Stadtzentrums von Châlons-en-Champagne an der Marne, die die nördliche und östliche Gemeindegrenze bildet. Umgeben wird Saint-Gibrien von den Gemeinden Recy im Norden und Nordosten, Fagnières im Süden und Osten, Villers-le-Château im Süden und Westen sowie Matougues im Nordwesten.
Durch die Gemeinde führt die Autoroute A26.

### Bevölkerungsentwicklung
| Jahr      | 1962 | 1968 | 1975 | 1982 | 1990 | 1999 | 2006 | 2018 |
| Einwohner | 136  | 99   | 134  | 388  | 436  | 368  | 441  | 537  |